# Vulturești (Vaslui)
Vulturești es una comuna ubicada en el distrito de Vaslui, Rumania.

## Superficie
Posee una superficie de 39,31 kilómetros cuadrados.

## Demografía
Hasta 2021 la población era de 2031 habitantes, con una densidad de población de 51,67 habitantes por kilómetro cuadrado.